# Hari Khadka
Hari Khadka (हरि खड्का; Katmandu, 26 novembre 1976) è un ex calciatore nepalese, di ruolo attaccante.

## Carriera

### Club
Dopo due stagioni al Ranipokhari Corner, nel 1996 si trasferisce al Tollygunge Agragami, in cui milita fino al 1997, anno in cui si trasferisce a titolo definitivo ai nepalesi del Nepal Police Club. Nel 1999, terminato il contratto con il Nepal Police Club, si unisce al Muktijoddha. Nell'estate del 1999 si unisce ai messicani dell'Atlante. Nel 2000 si lega al Prepa Pumas. Nel 2001 è ingaggiato dal Mahindra United. Nell'estate 2001 si trasferisce in India, al Mohun Bagan. Nel 2003 torna al Nepal Police Club, in cui milita fino al 2006. Chiude la sua carriera nel 2007, dopo una stagione al Zejtun Corinthians F.C.

### Nazionale
Nel giro della nazionale nepalese dal 1995 al 2006, ha collezionato in totale 41 presenze e 9 reti.

## Palmarès

### Club

#### Competizioni nazionali
- Coppa della Federazione indiana: 1

Mohun Bagan: 2001